# Крапинске Топлице
Крапинске Топлице су насељено место и седиште општине у Крапинско-загорској жупанији, Хрватска. До територијалне реорганизације у Хрватској налазиле су се у саставу бивше велике општине Забок.

## Становништво
На попису становништва 2011. године, општина Крапинске Топлице је имала 5.367 становника, од чега у самим Крапинским Топлицама 1.295.

## Попис1991.
На попису становништва 1991. године, насељено место Крапинске Топлице је имало 1.265 становника, следећег националног састава:
| Попис 1991.‍   | Попис 1991.‍  | Попис 1991.‍ | Попис 1991.‍ | Попис 1991.‍ |
| ------------- | ------------ | ----------- | ----------- | ----------- |
|               |              |             |             |             |
| Хрвати        | Хрвати       |             | 1.215       | 96,04%      |
| Словенци      | Словенци     |             | 7           | 0,55%       |
| Албанци       | Албанци      |             | 5           | 0,39%       |
| Срби          | Срби         |             | 4           | 0,31%       |
| Македонци     | Македонци    |             | 2           | 0,15%       |
| Муслимани     | Муслимани    |             | 1           | 0,07%       |
| Црногорци     | Црногорци    |             | 1           | 0,07%       |
| неопредељени  | неопредељени |             | 7           | 0,55%       |
| непознато     | непознато    |             | 23          | 1,81%       |
| укупно: 1.265 |              |             |             |             |